# Годфрі Кнеллер
Годфрі Кнеллер (англ. Sir Godfrey Kneller, 1st Baronet; 8 серпня 1646 — 19 жовтня 1723) — англійський портретист, придворний художник монархів Англії від Карла II до Георга I. Працював у формах стриманого бароко.

## Біографія
Народився в місті Любек, Німеччина. Навчався живопису в Голландії в майстерні Фердинанда Боля. Використав можливість поїхати до Італії, де працював у Венеції і в Римі. В останньому зустрічався з архітектором і скульптором Лоренцо Берніні та з живописцем Карло Маратті. В італійський період малював історичні картини і портрети. Відвідав Гамбург, де не затримався. З 1674 р. по запрошенню герцога Монмута переїхав до Англії. Мав брата, Джона Захаріаса Неллера, орнаментального живописця. В Англії відомий здебільшого як портретист, особливо після того, як малював короля Георга I. В Лондоні заснував власну майстерню. Відрізнявся дуже швидким малюванням портретів, сам малював обличчя, шати і деталі дописували помічники і учні. Однак це не позбавило портрети Неллера достовірності, репрезентативності, він мало лестив моделям, був уважним до деталей і важливих дрібниць. Неллер з тих, хто утверджував в англійських портретах тип джентльмена, благородної, шляхетної особи. Король Георг I віддячив живописцю титулом баронета. Художник заснував у Лондоні Неллерову академію живопису і малюнку. Його портрети вважали для себе зразковими англійські майстри Вільям Хогарт та Джошуа Рейнолдс.
Вважають, що Неллер помер від гарячки у 1723 р., його поховали у церкві Твікенхем (Twichenham Church).

## Галерея

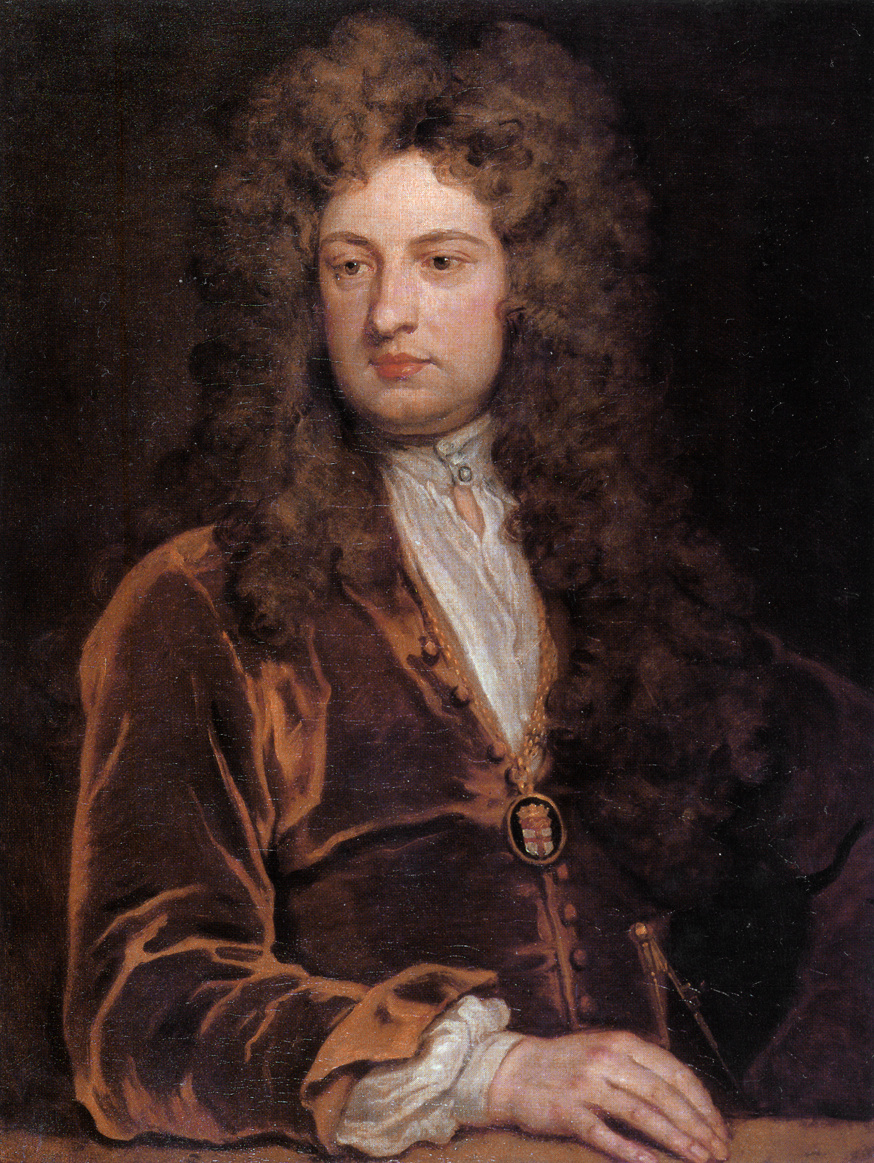
Джон Ванбру, англійський архітектор.
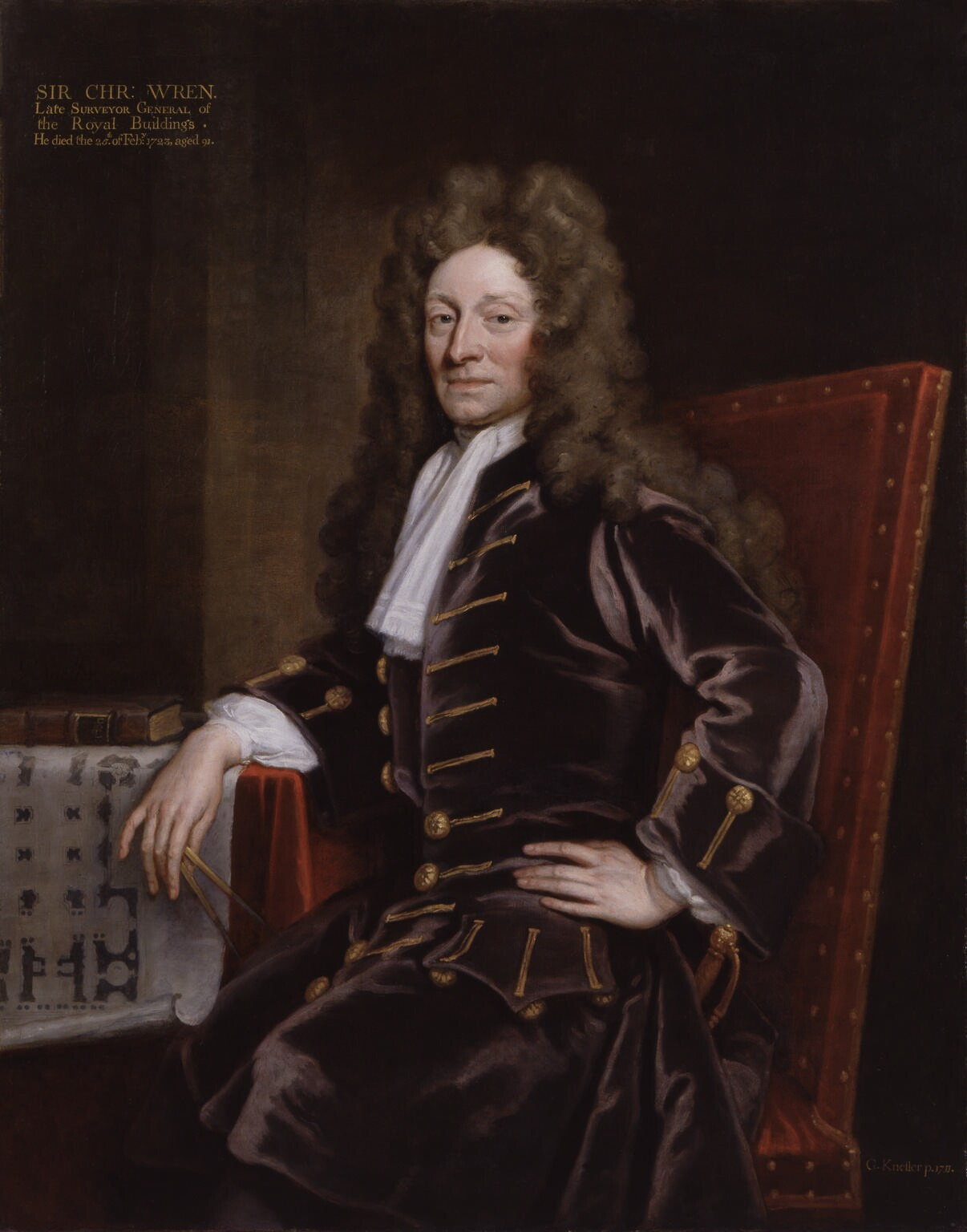
Крістофер Рен, 1711
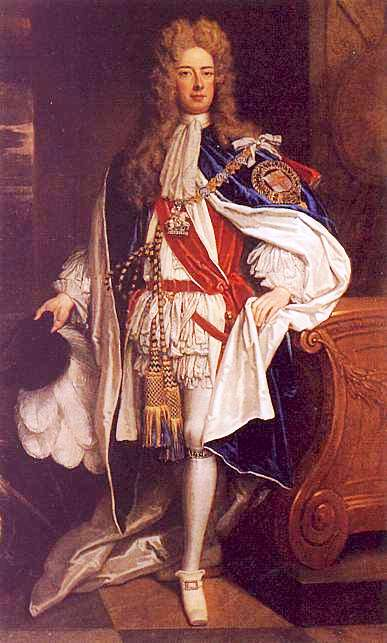
Джон Черчиль, 1-й герцог Мальборо ,1705
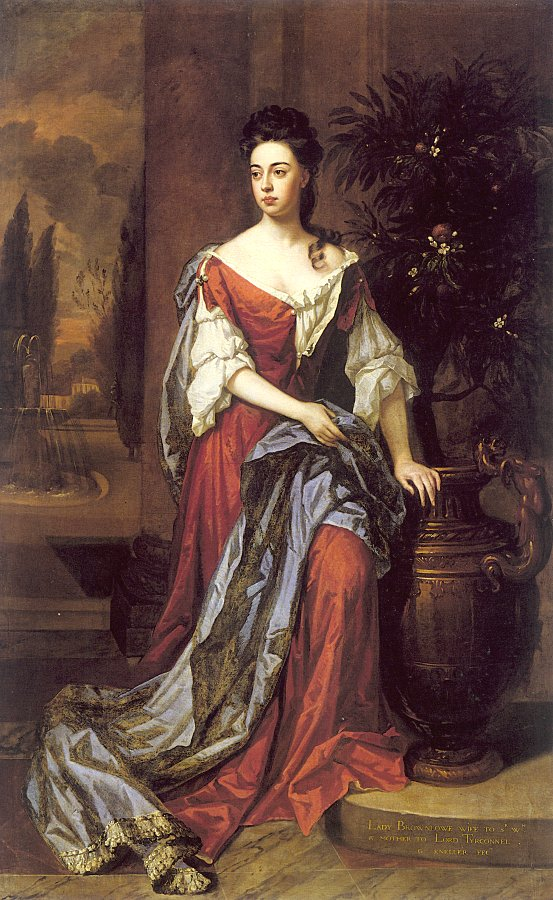
Доротея Мейсон, Леді Броунлоу (Brownlow), 1680
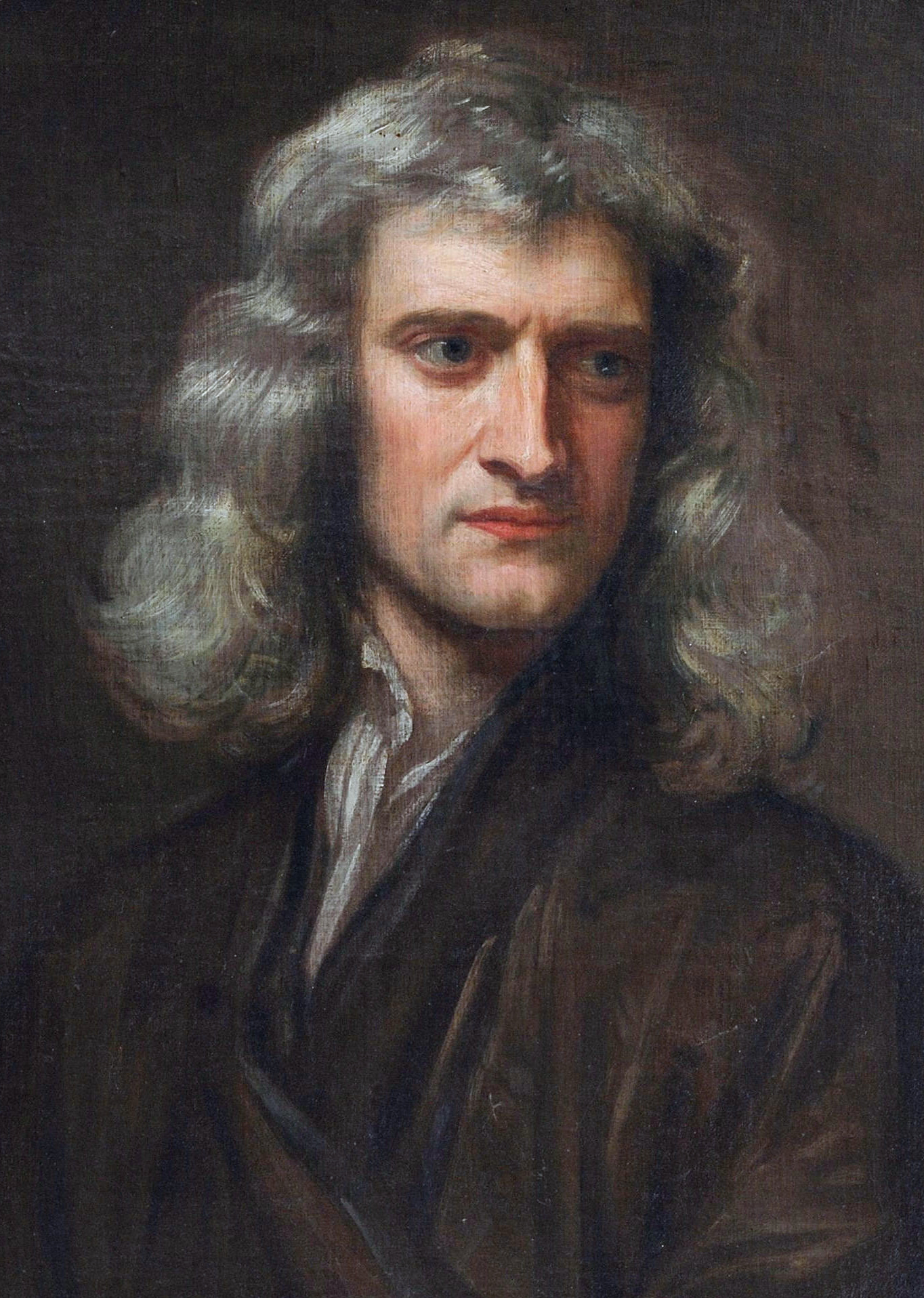
Ісаак Ньютон , 1689
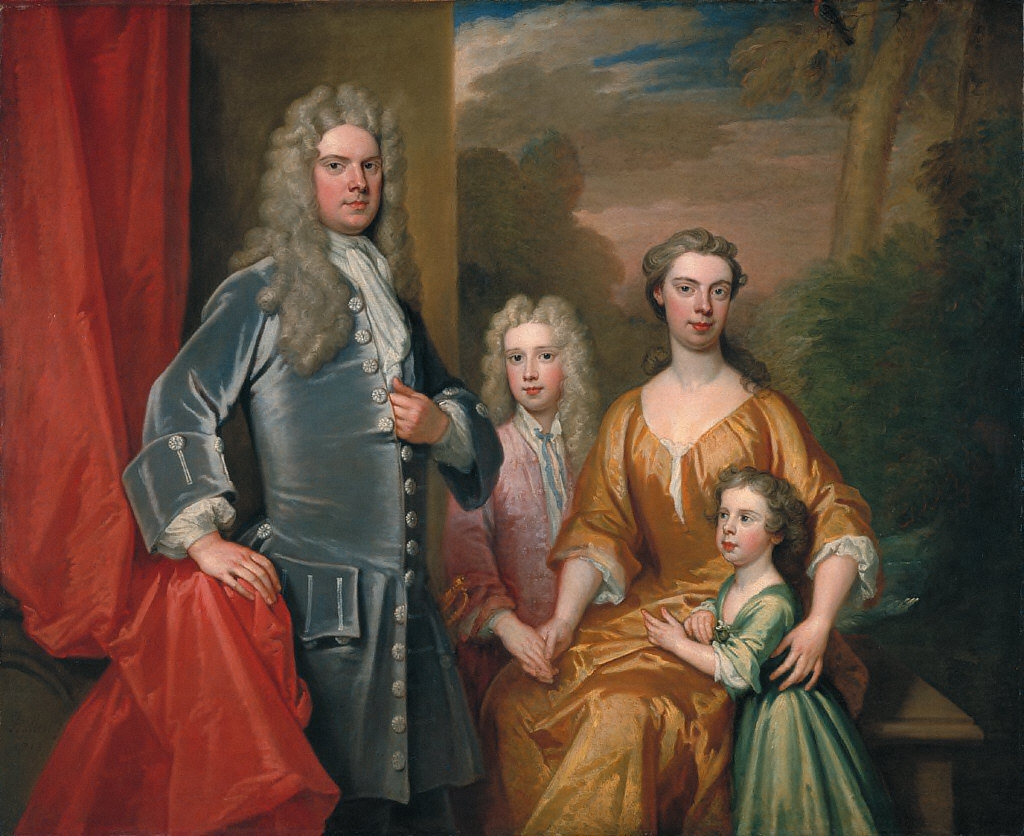
Джеймс Бріджес, пізніше 1-й герцог Чандос (James Brydges, later 1st Duke of Chandos), зі своєю родиною, 1713
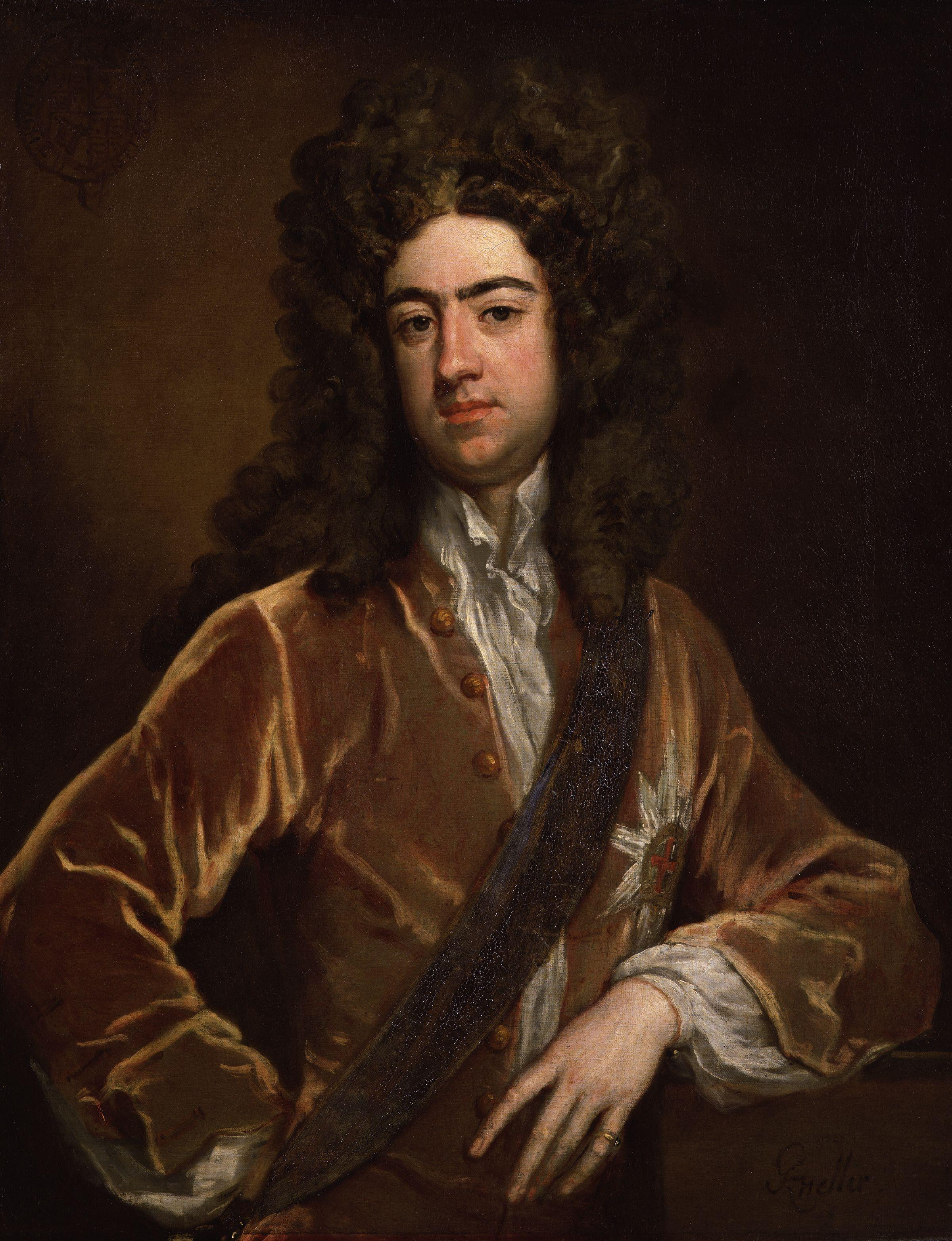
Чарльз Леннокс, пізніше 1-й герцог Річмонд і Леннокс (Charles Lennox, 1st Duke of Richmond and 1st Duke of Lennox)
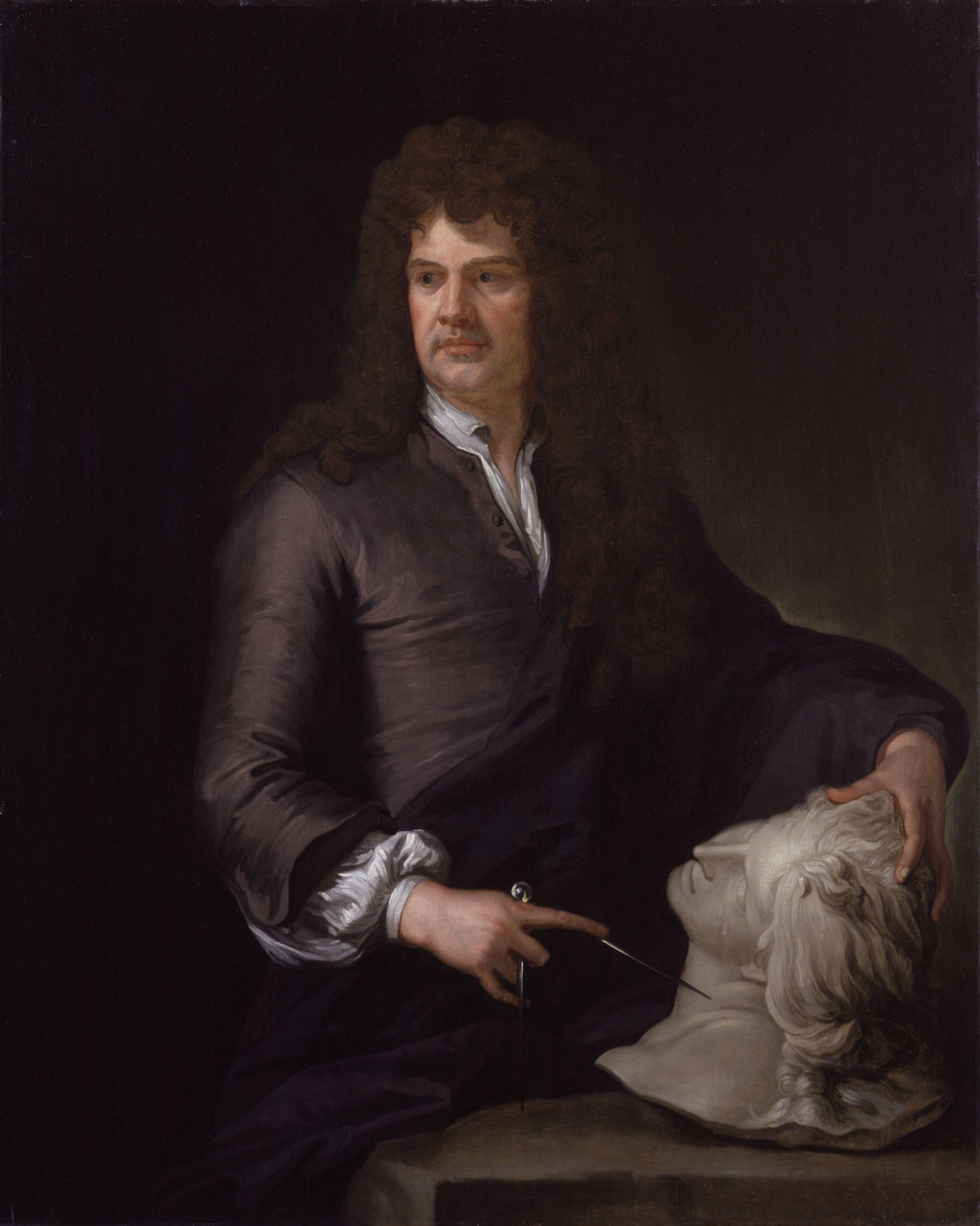
Скульптор Грінлін Гіббонс (Grinling Gibbons), Ермітаж, Петербург